# Авл Манлий (военный трибун)
Авл Манлий (лат. Aulus Manlius; погиб в 208 до н. э.) — римский военачальник из патрицианского рода Манлиев, участник Второй Пунической войны, военный трибун в 208 году до н. э. Вместе с консулами Марком Клавдием Марцеллом и Титом Квинкцием Криспином он попал в карфагенскую засаду и погиб в схватке. Согласно одной из гипотез, Авл принадлежал к ветви Торкватов и был связующим генеалогическим звеном между Титом Манлием Торкватом (консулом 235 и 224 годов до н. э.) с одной стороны и Титом и Авлом Манлиями Торкватами, консулами 165 и 164 годов до н. э. соответственно, с другой